# Sports Interactive
Sports Interactive est un studio britannique de développement de jeux vidéo créé en 1994, principalement connu pour sa série de jeux gestion de football Football Manager.

## Jeux développés
- L'Entraîneur
  - Guy Roux Manager
  - Championship Manager '93
  - Championship Manager 2
  - Championship Manager 96/97
  - Championship Manager 97/98
  - L'Entraîneur 3
  - L'Entraîneur : Saison 2000-2001
  - L'Entraîneur : Saison 2001-2002
  - L'Entraîneur 4 : Saison 2002-2003
  - L'Entraîneur : Saison 03/04

- Football Manager
  - Football Manager 2005
  - Football Manager 2006
  - Football Manager 2007
  - Football Manager 2008
  - Football Manager 2009
  - Football Manager 2010
  - Football Manager 2011
  - Football Manager 2012
  - Football Manager 2013
  - Football Manager 2014
  - Football Manager 2015
  - Football Manager 2016
  - Football Manager 2017
  - Football Manager 2018
  - Football Manager 2019
  - Football Manager 2020
  - Football Manager Live
  - Football Manager 2021
  - Football Manager 2022
  - Football Manager 2023
  - Football Manager 2024

- Eastside Hockey Manager
  - NHL Eastside Hockey Manager
  - NHL Eastside Hockey Manager 2005
  - NHL Eastside Hockey Manager 2007

- Out of the Park Baseball
  - Out of the Park Baseball Manager 2006
  - Out of the Park Baseball Manager 2007